# Rusheen McDonald
Rusheen McDonald (ur. 17 sierpnia 1992) – jamajski lekkoatleta, sprinter specjalizujący się w biegu na 400 metrów.
W 2011 zdobył srebrny medal CARIFTA Games. Rok później został wicemistrzem kraju w biegu na 400 metrów, dzięki czemu pojechał na igrzyska olimpijskie w Londynie. W biegu eliminacyjnym igrzysk olimpijskich zajął 4. miejsce i nie awansował do półfinału. Srebrny medalista mistrzostw świata w sztafecie 4 × 400 metrów (2013). Srebrny medalista w biegu rozstawnym podczas igrzysk olimpijskich w Rio de Janeiro (2016). W 2024 zdobył brązowy medal mistrzostw świata w hali, natomiast rok później został halowym wicemistrzem globu w biegu rozstawnym 4 × 400 metrów.
Medalista mistrzostw Jamajki.
Rekord życiowy w biegu na 400 metrów: 43,93 (23 sierpnia 2015, Pekin) rekord Jamajki.

## Osiągnięcia
| Rok  | Impreza                               | Miejsce        | Konkurencja             | Lokata     | Wynik           |
| ---- | ------------------------------------- | -------------- | ----------------------- | ---------- | --------------- |
| 2011 | CARIFTA Games                         | Montego Bay    | sztafeta 4 × 400 metrów | 2. miejsce | 3:09,41         |
| 2012 | Igrzyska olimpijskie                  | Londyn         | bieg na 400 metrów      | eliminacje | 46,67           |
| 2013 | Mistrzostwa świata                    | Moskwa         | sztafeta 4 × 400 metrów | 2. miejsce | 2:59,88         |
| 2014 | Igrzyska Wspólnoty Narodów            | Glasgow        | bieg na 400 metrów      | półfinał   | 45,95           |
| 2014 | Igrzyska Wspólnoty Narodów            | Glasgow        | sztafeta 4 × 400 metrów | 4. miejsce | 3:02,17         |
| 2015 | Mistrzostwa świata                    | Pekin          | bieg na 400 metrów      | półfinał   | 44,86           |
| 2015 | Mistrzostwa świata                    | Pekin          | sztafeta 4 × 400 metrów | 4. miejsce | 2:58,51         |
| 2016 | Igrzyska olimpijskie                  | Rio de Janeiro | bieg na 400 metrów      | półfinał   | 46,12           |
| 2016 | Igrzyska olimpijskie                  | Rio de Janeiro | sztafeta 4 × 400 metrów | 2. miejsce | 2:58,16 (elim.) |
| 2017 | Mistrzostwa świata                    | Londyn         | sztafeta 4 × 400 metrów | eliminacje | 3:01,98         |
| 2018 | Igrzyska Wspólnoty Narodów            | Gold Coast     | bieg na 400 metrów      | –          | DNF             |
| 2018 | Igrzyska Ameryki Środkowej i Karaibów | Barranquilla   | bieg na 400 metrów      | 4. miejsce | 45,70           |
| 2018 | Igrzyska Ameryki Środkowej i Karaibów | Barranquilla   | sztafeta 4 × 400 metrów | –          | DNF             |
| 2018 | Mistrzostwa NACAC                     | Toronto        | sztafeta 4 × 400 metrów | –          | DNF             |
| 2019 | IAAF World Relays                     | Jokohama       | sztafeta 4 × 400 metrów | 2. miejsce | 3:01,57         |
| 2019 | Mistrzostwa świata                    | Doha           | bieg na 400 metrów      | eliminacje | 46,21           |
| 2019 | Igrzyska panamerykańskie              | Lima           | sztafeta 4 × 400 metrów | 6. miejsce | 3:06,83         |
| 2023 | Mistrzostwa świata                    | Budapeszt      | sztafeta 4 × 400 metrów | 4. miejsce | 2:59,34         |
| 2024 | Halowe mistrzostwa świata             | Glasgow        | bieg na 400 metrów      | 3. miejsce | 45,65           |
| 2024 | World Athletics Relays                | Nassau         | sztafeta 4 × 400 metrów | repasaże   | 3:05,09         |
| 2024 | World Athletics Relays                | Nassau         | sztafeta mieszana       | repasaże   | 3:14,49         |
| 2025 | Halowe mistrzostwa świata             | Nankin         | bieg na 400 metrów      | półfinał   | 47,22           |
| 2025 | Halowe mistrzostwa świata             | Nankin         | sztafeta 4 × 400 metrów | 2. miejsce | 3:05,05         |
| 2025 | World Athletics Relays                | Kanton         | sztafeta 4 × 400 metrów | repasaże   | 3:02,00         |